# AvaTrade
AvaTrade е ирландска борсова брокерска фирма. Фирмата предлага търговия на различни пазари, включително с валута, суровини, фондови индекси, акции, борсово търгувани фондове, опциони, криптовалути и облигации през своите търговски платформи и мобилно приложение. Седалището на фирмата се намира в Дъблин, управляващата компания е разположена на Британските Вирджински острови. Също така AvaTrade има офиси в Токио, Милано, Париж, Сидни, Шанхай, Улан Батор.

## История
AvaTrade беше основана като Ava FX през 2006 година от Емануел Крониц, Негев Нозацки и Clan Finance Ltd.
През март 2011 година фирмата придобива клиентите на брокера eForex, намиращи се извън Америка. През юни 2011 г. фирмата придобива клиентите и стоките на клиентите извън Европейския Съюз от Finotec Trading UK Limited.
През 2013 г. AvaFX променя названието си на AvaTrade.
През април 2018 г. Управлението на потребителите и финансите на Саскачеван издаде предупреждение на фирмата поради това, че тя използва нерегистрирана онлайн платформа.

## Регулиране
В ЕС дейността на AvaTrade се регулира от Централната банка на Ирландия, в Австралия – от Австралийската комисия по ценни книжа и инвестиции, в Япония – от Агенцията за финансови услуги, Асоциацията за финансови фючърси на Япония и Японската асоциация за стокови фючърси, а на Британските Вирджински острови – от Комисията по финансови услуги на Британските Вирджински острови. Фирмата предлага услугите си на трейдъри от различни страни с изключение на САЩ, Нова Зеландия и Белгия.

## Операции
AvaTrade предлага спотова търговия основно през MetaTrader 4 (MT4) и собствения софтуер AvaTrader.
През август 2013 година AvaTrade даде достъп до търговия с биткоини с CFD на платформите AvaTrader и MT4.